# Buxeuil (Aube)
Buxeuil é uma comuna francesa na região administrativa de Grande Leste, no departamento de Aube. Estende-se por uma área de 4,43 km². Em 2010 a comuna tinha 134 habitantes (densidade: 30,2 hab./km²).